# Miceștii de Câmpie, Bistrița-Năsăud
Miceștii de Câmpie (în maghiară: Mezőkecsed) este satul de reședință al comunei cu același nume din județul Bistrița-Năsăud, Transilvania, România.

## Galerie de imagini

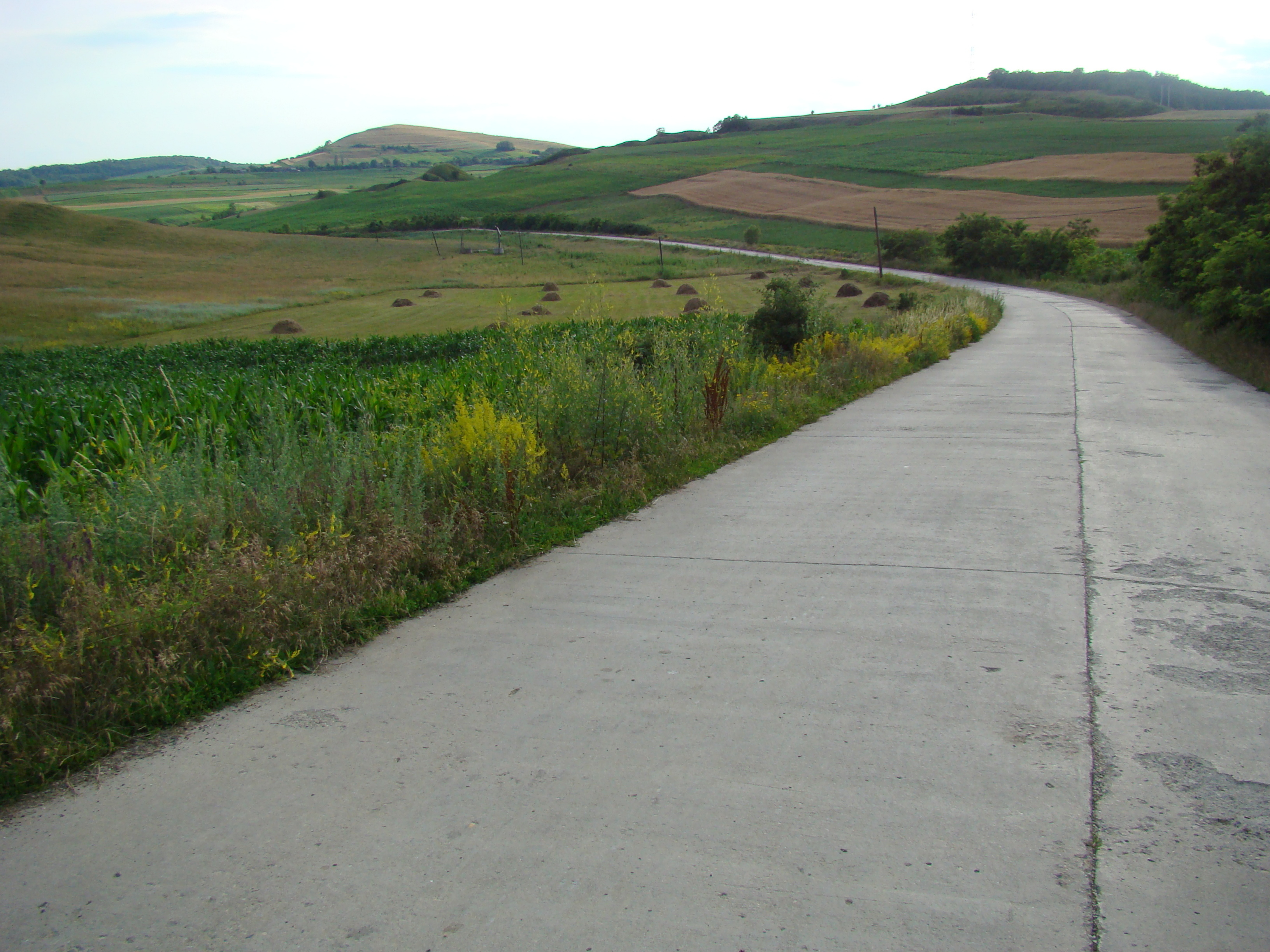
Drumul Miceștii de Câmpie-Visuia
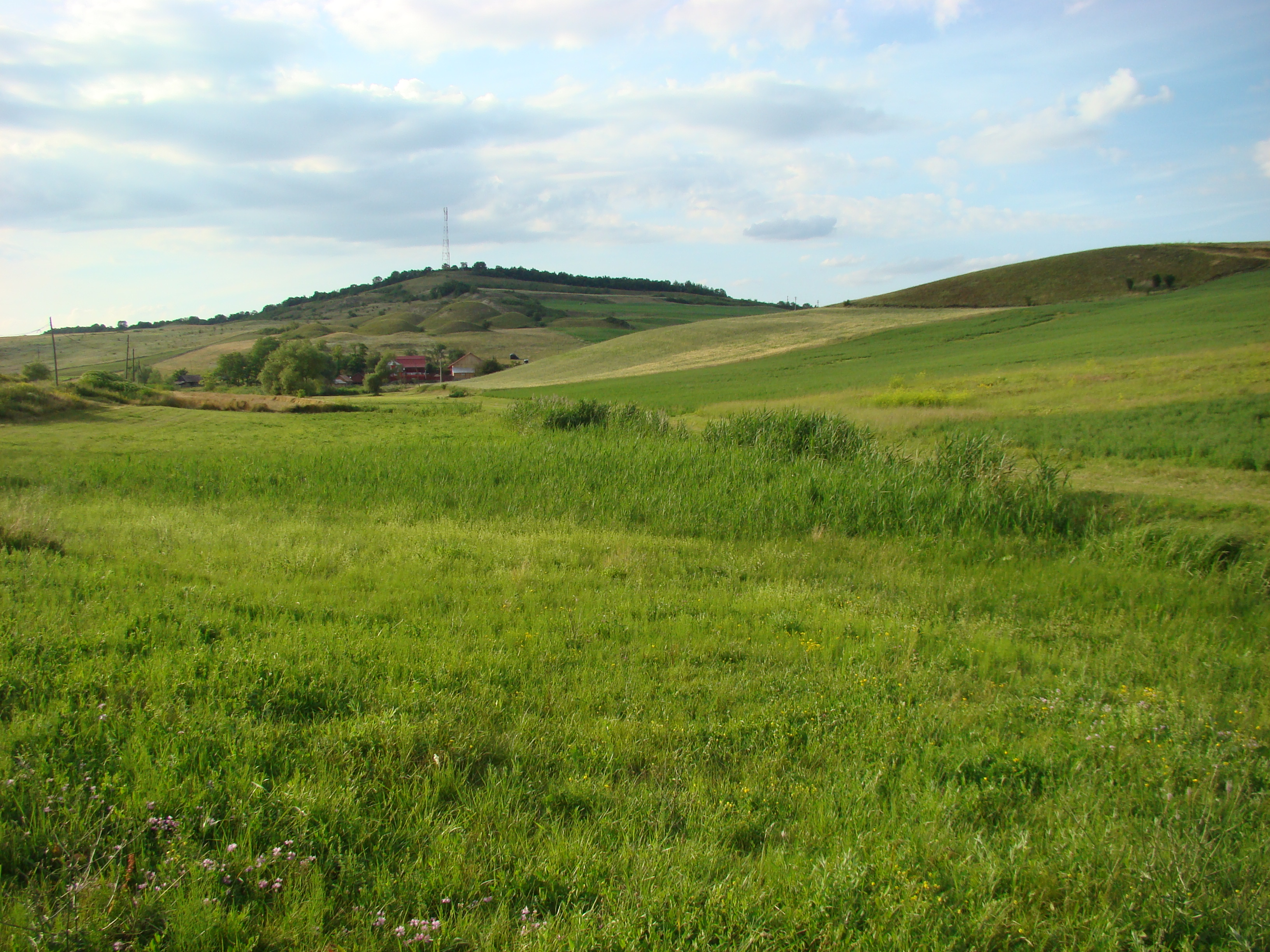
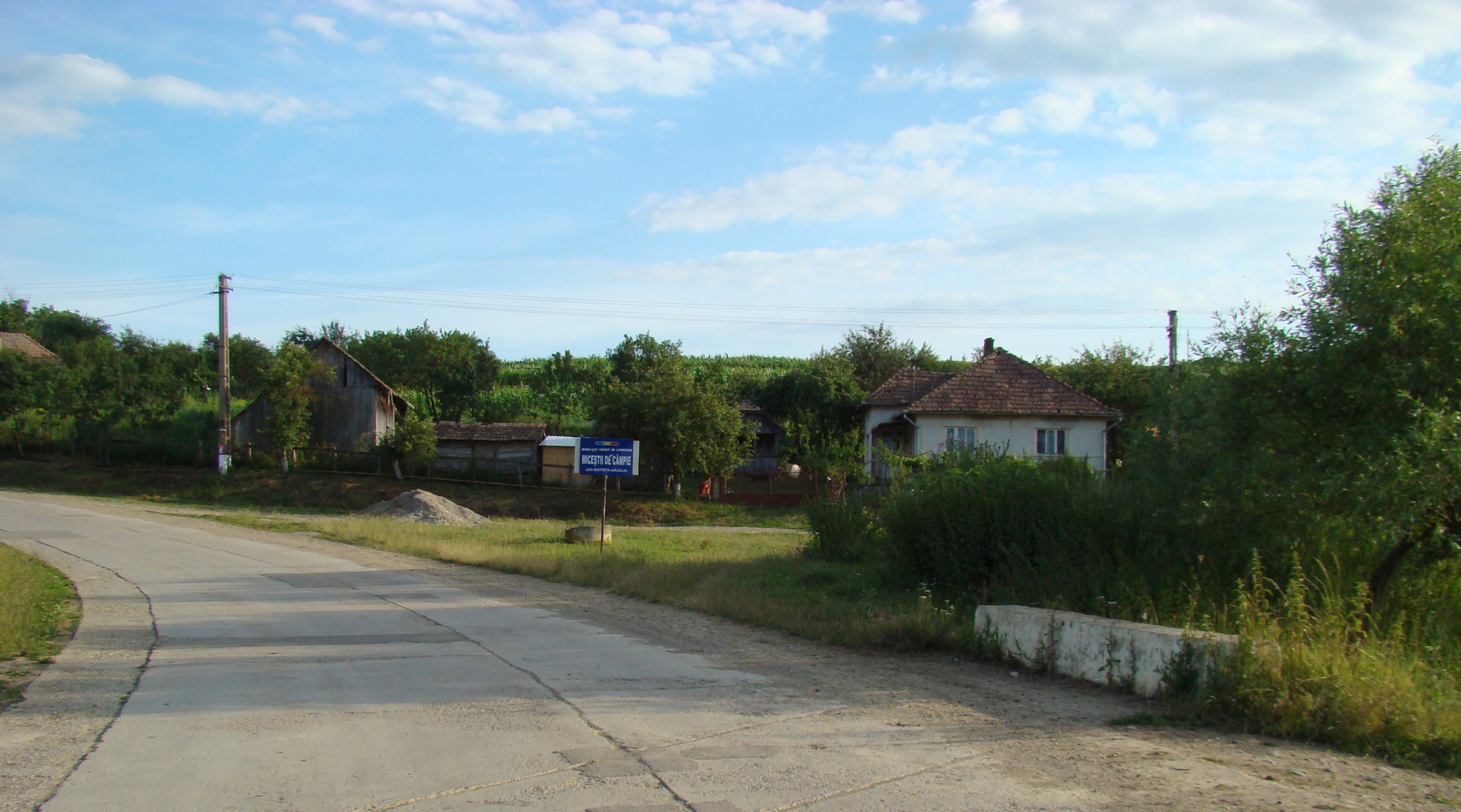
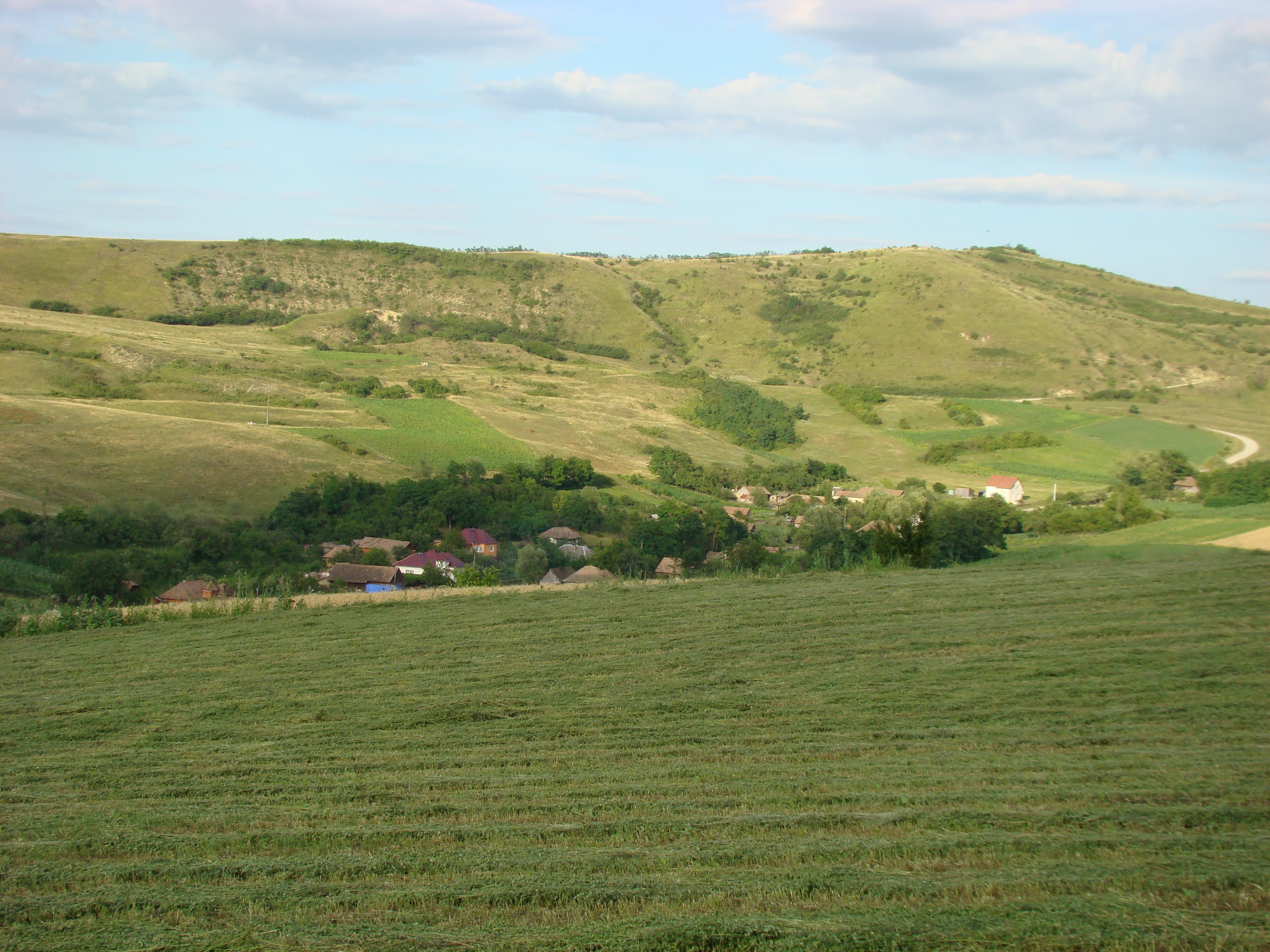
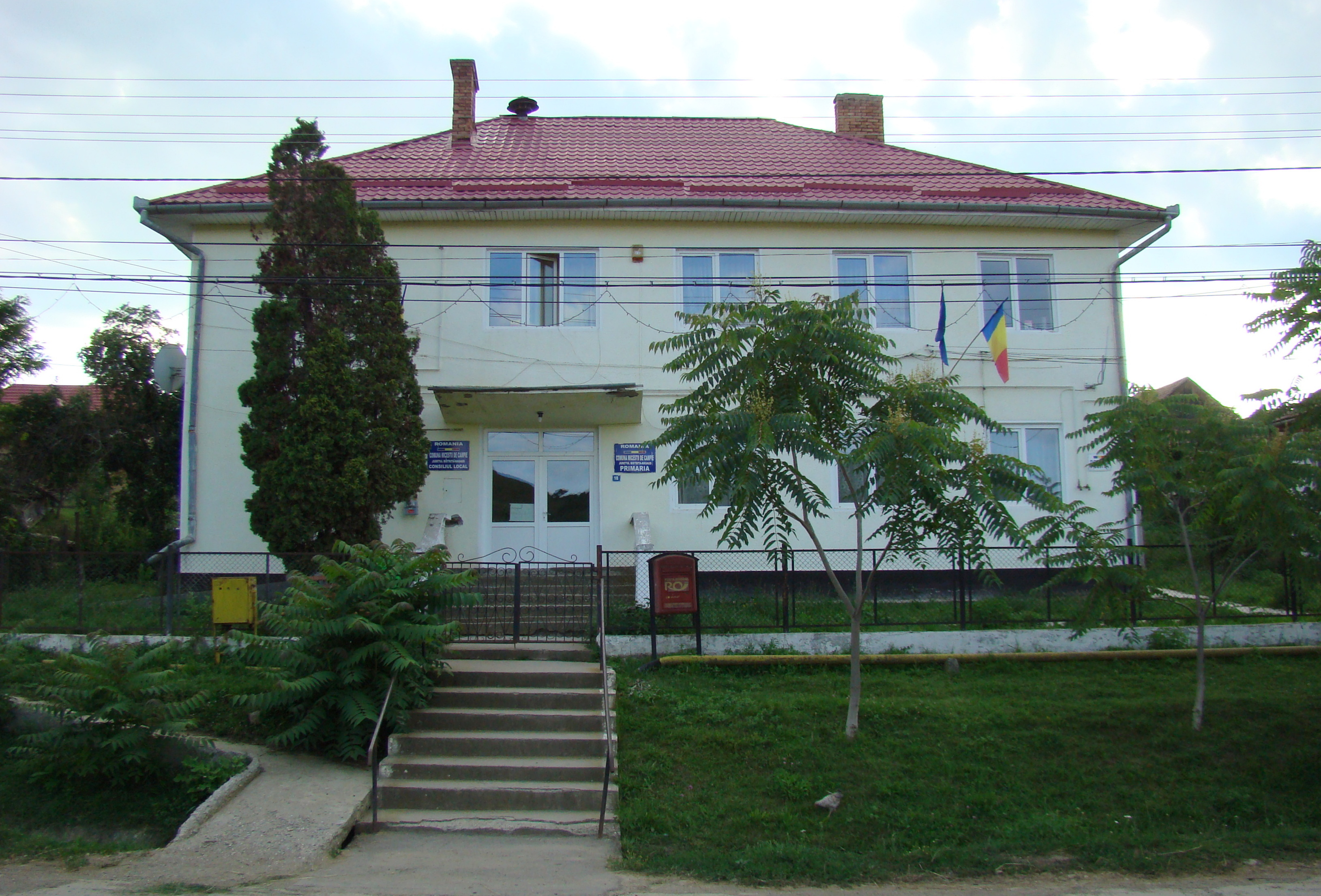
Primăria
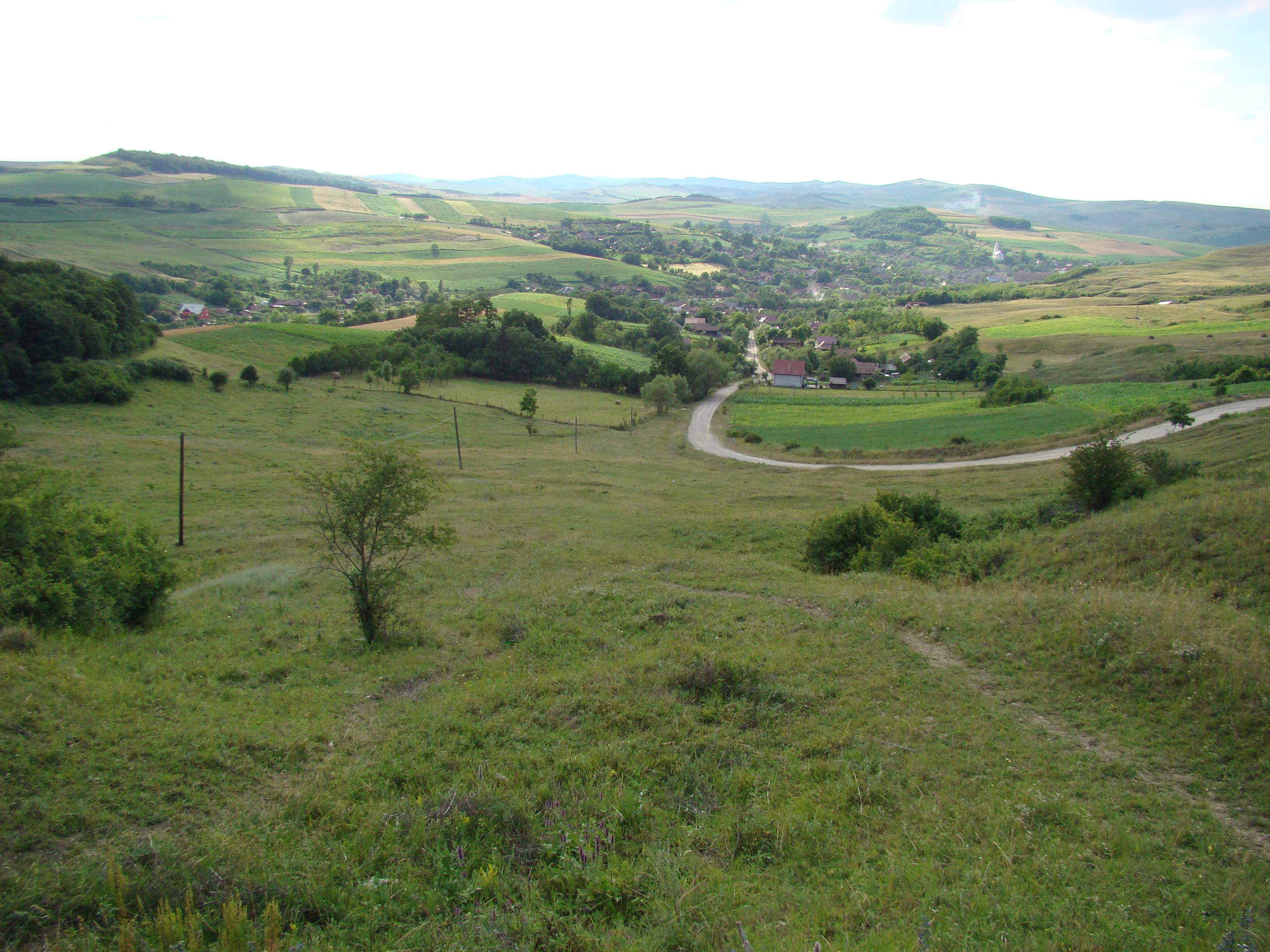
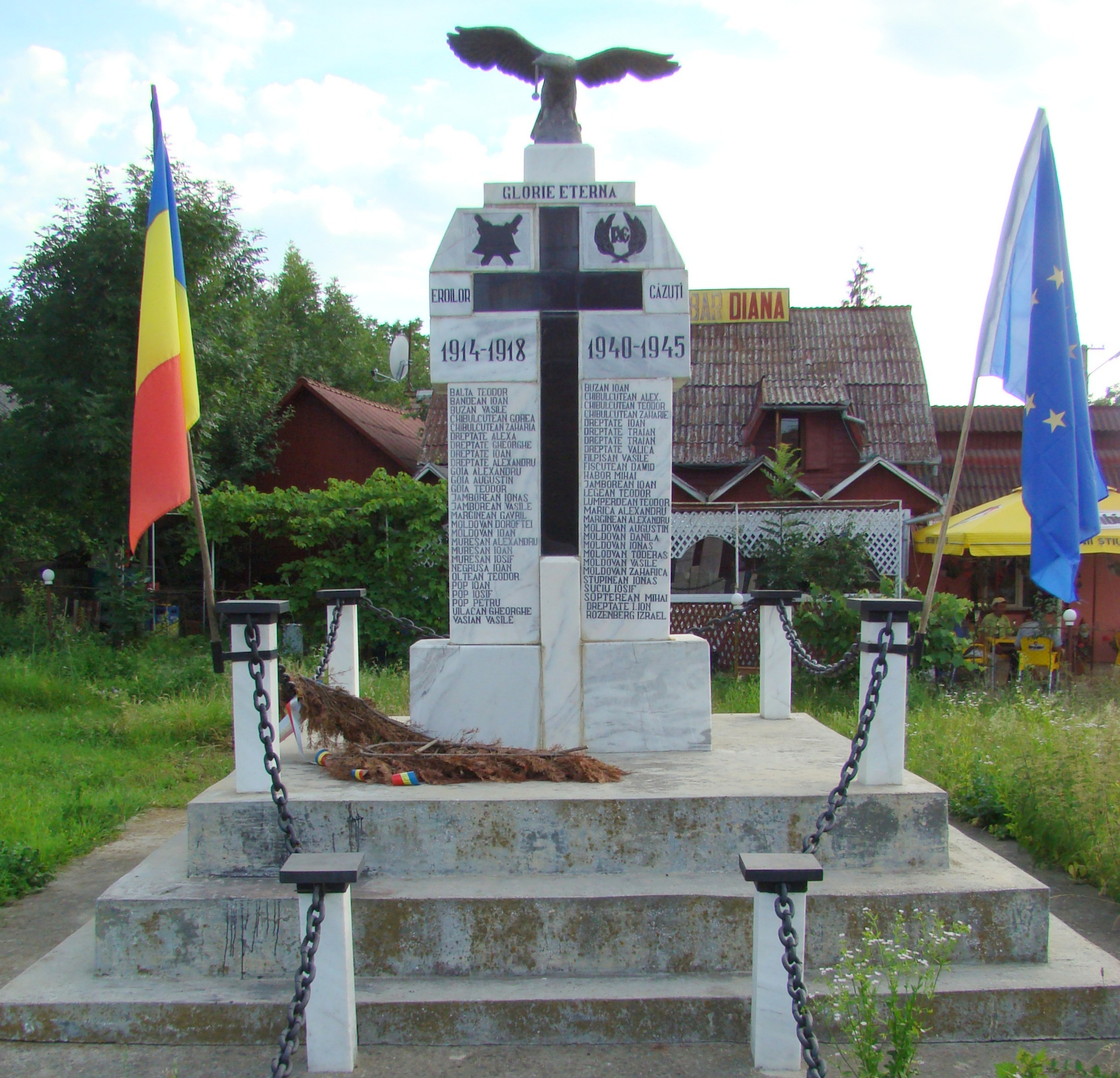
Monumentul Eroilor
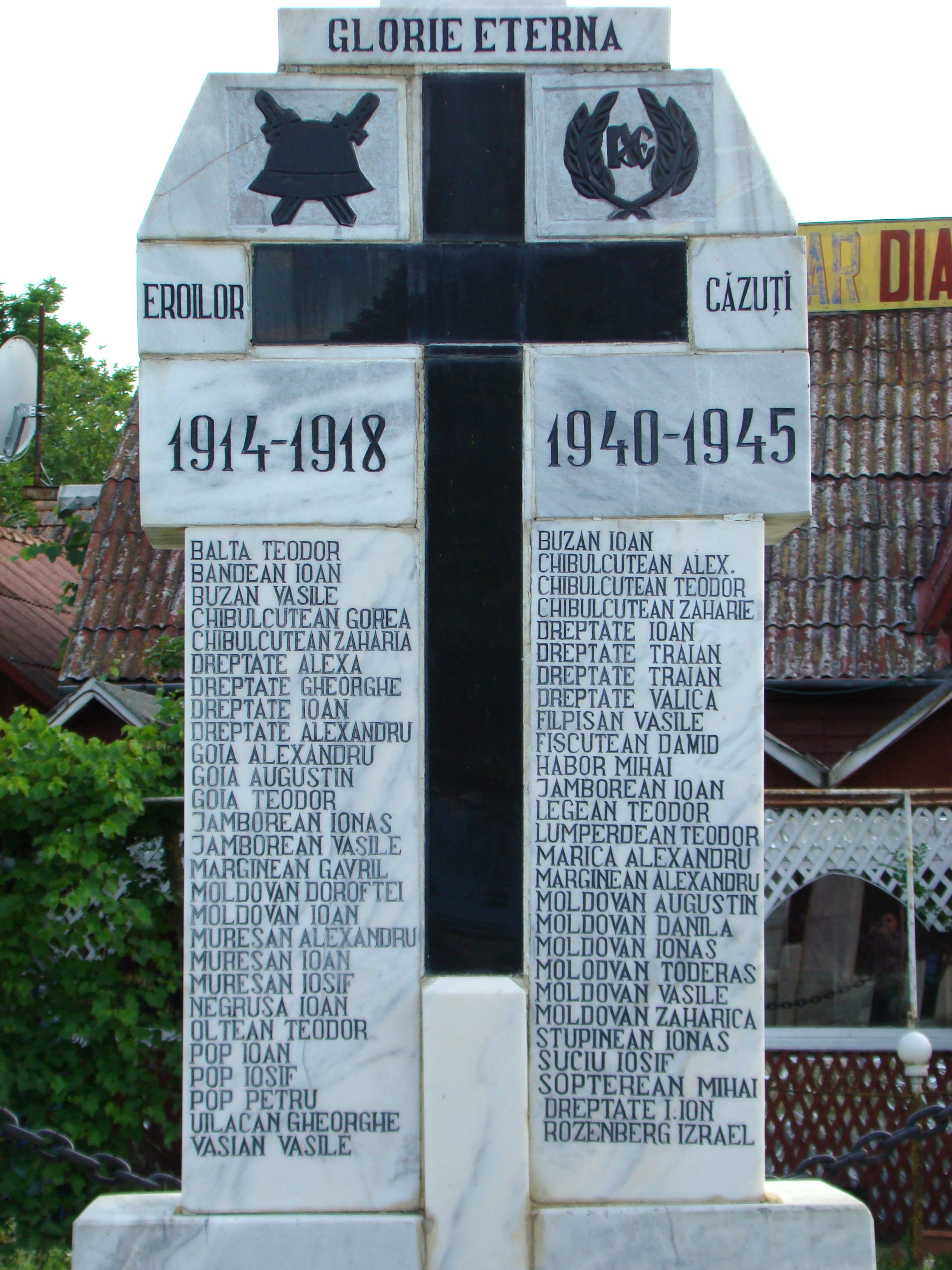
Monumentul Eroilor (detaliu)
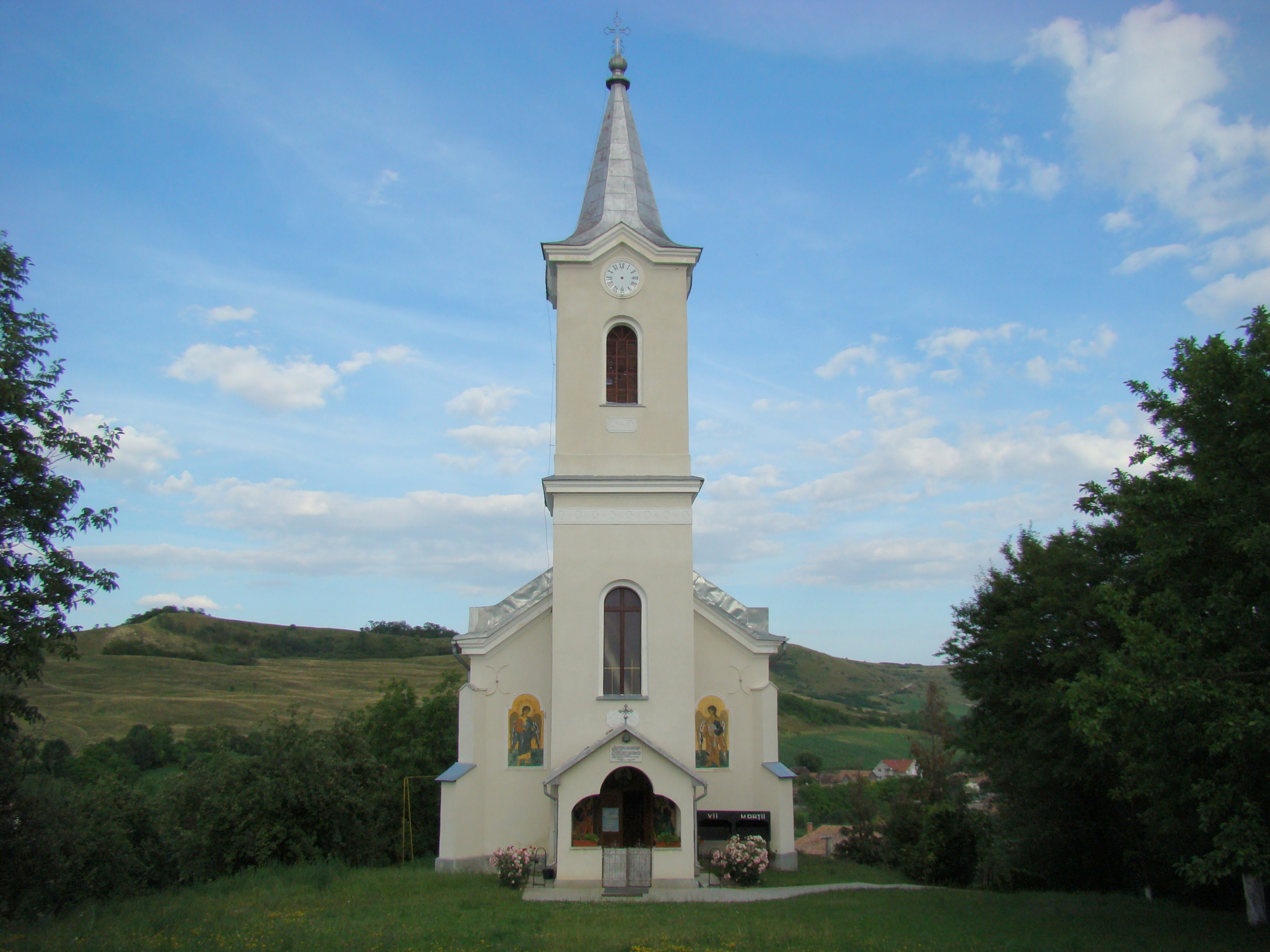
Biserica ortodoxă „Sfinții Arhangheli Mihail și Gavriil” (1903)
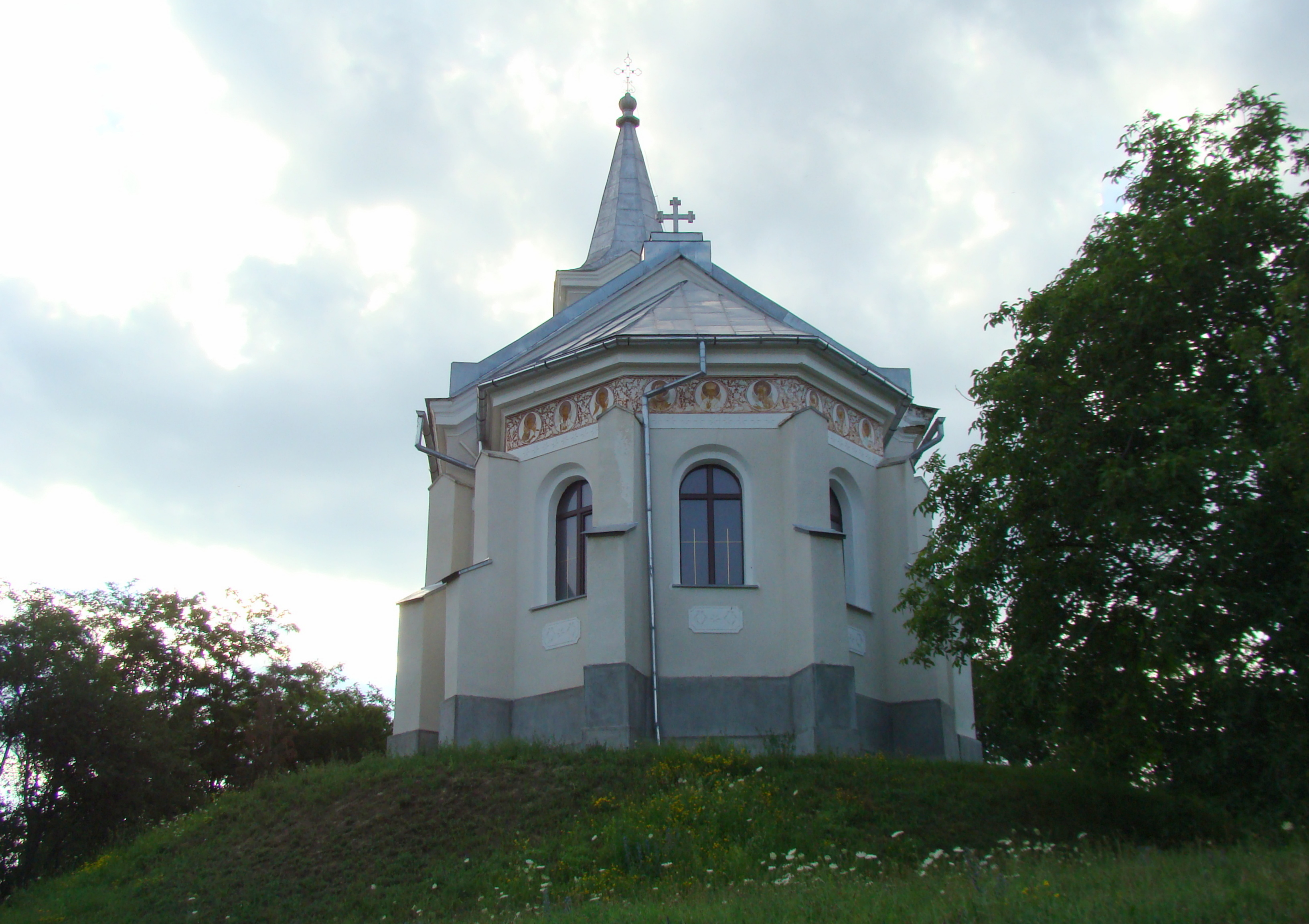
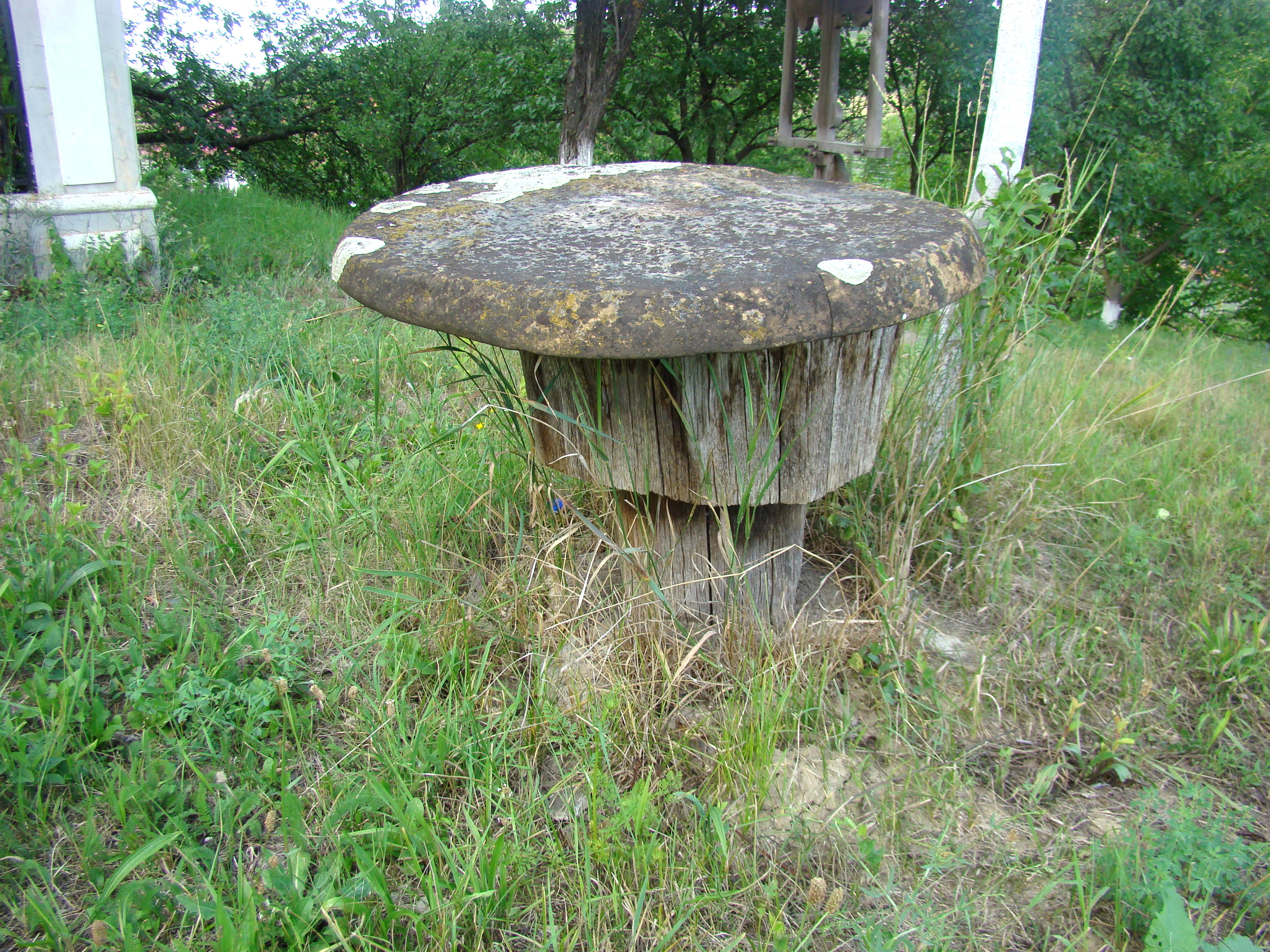
Prestolul bisericii de lemn care data de la 1700
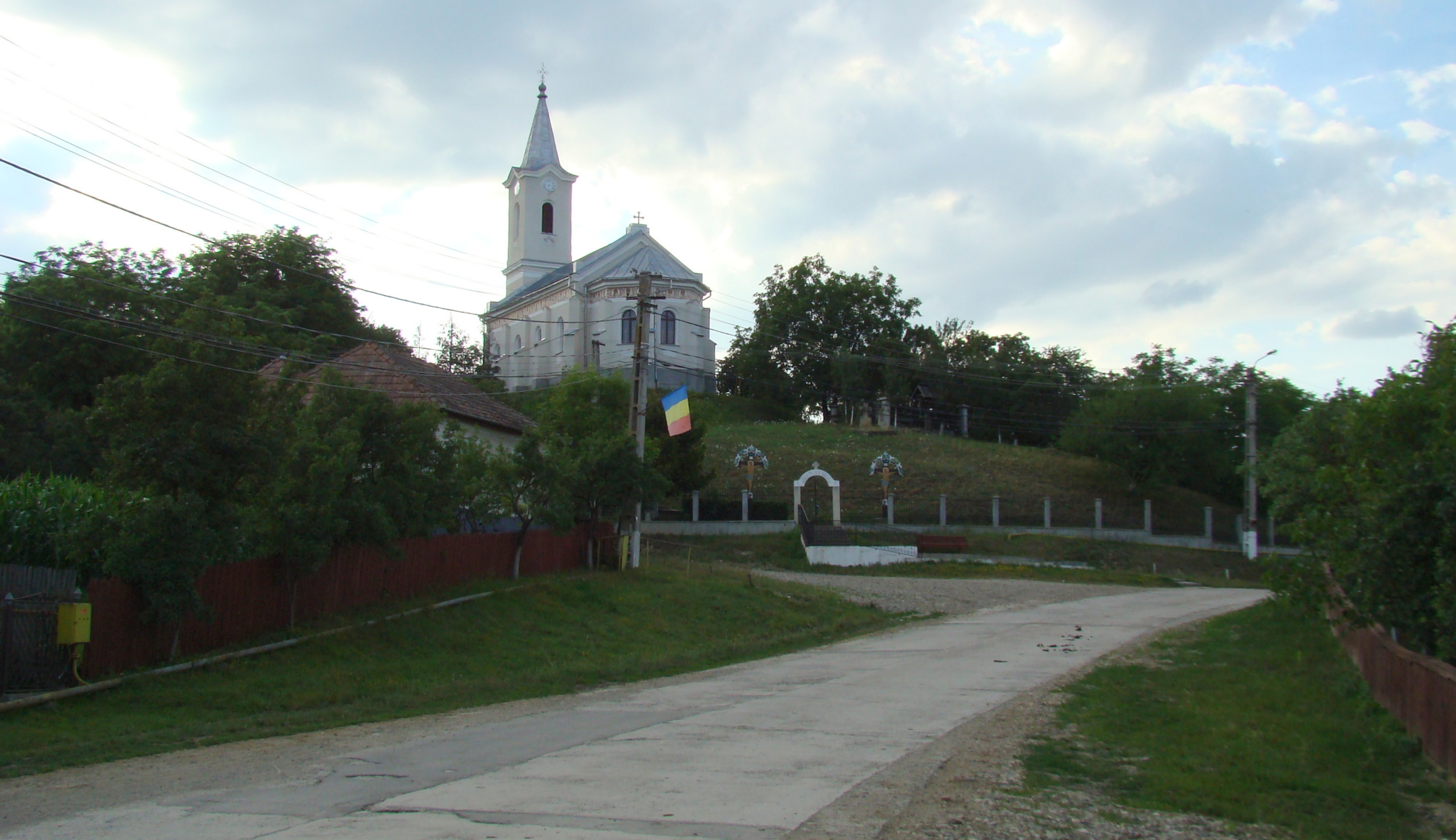
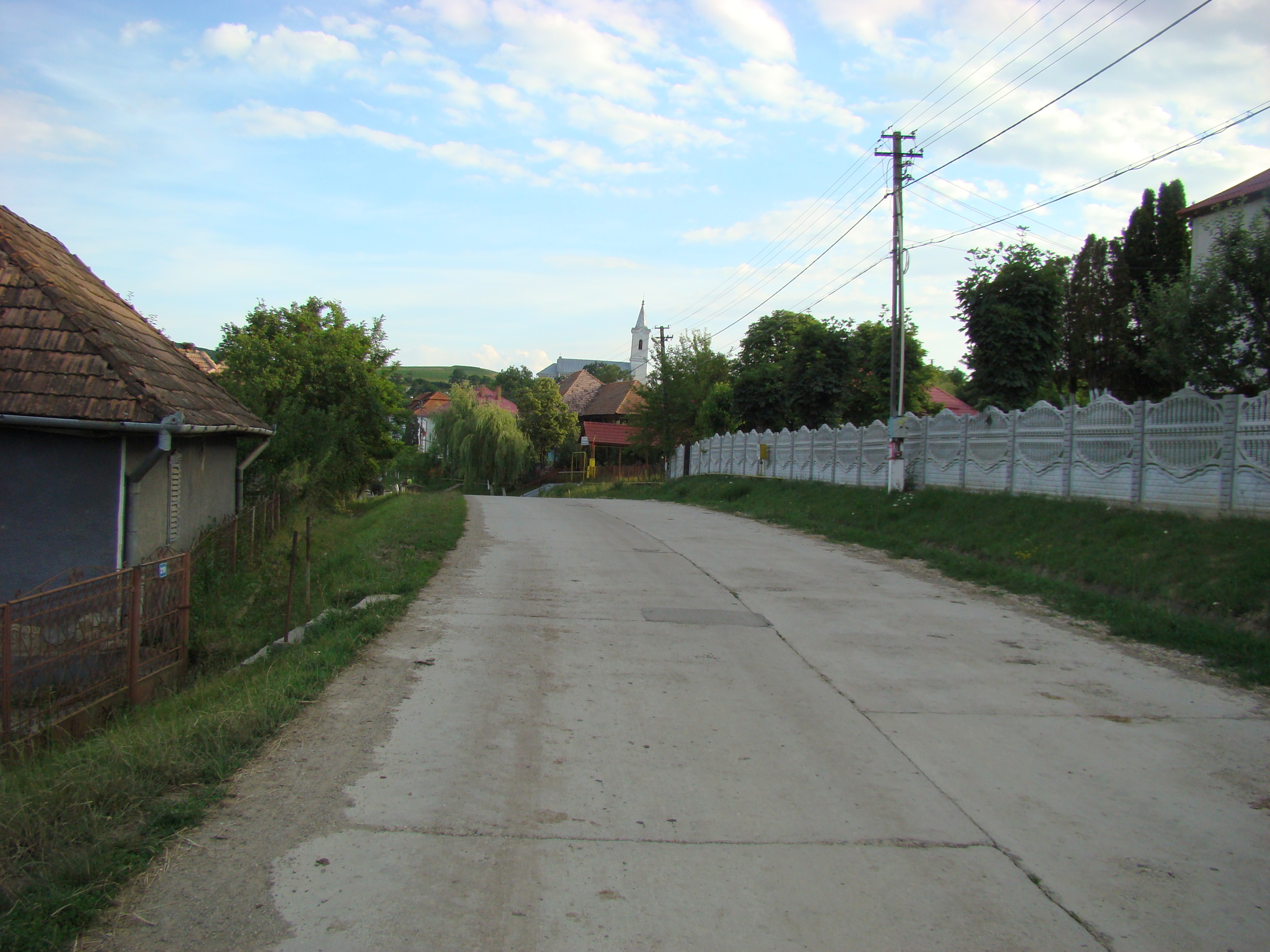
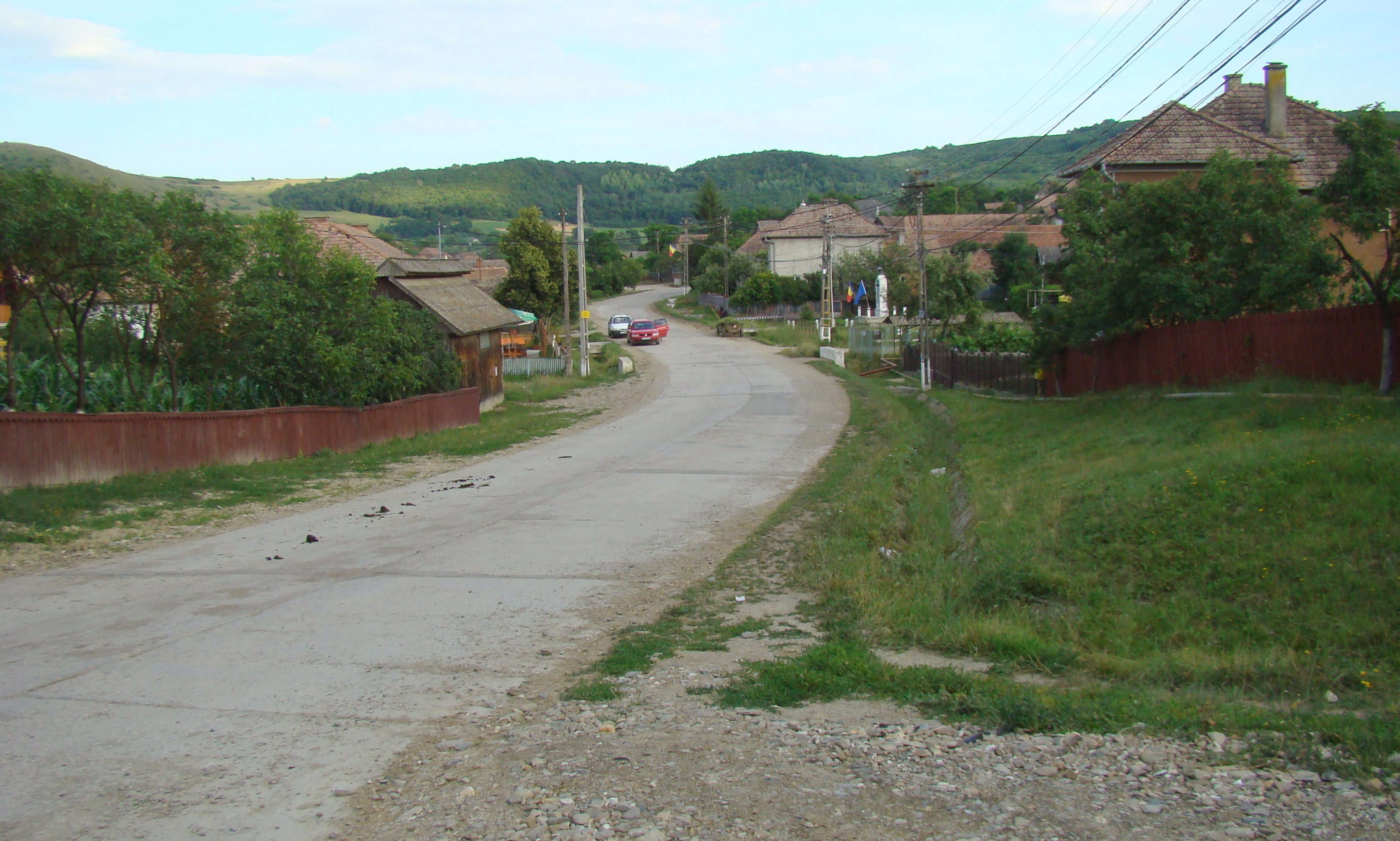
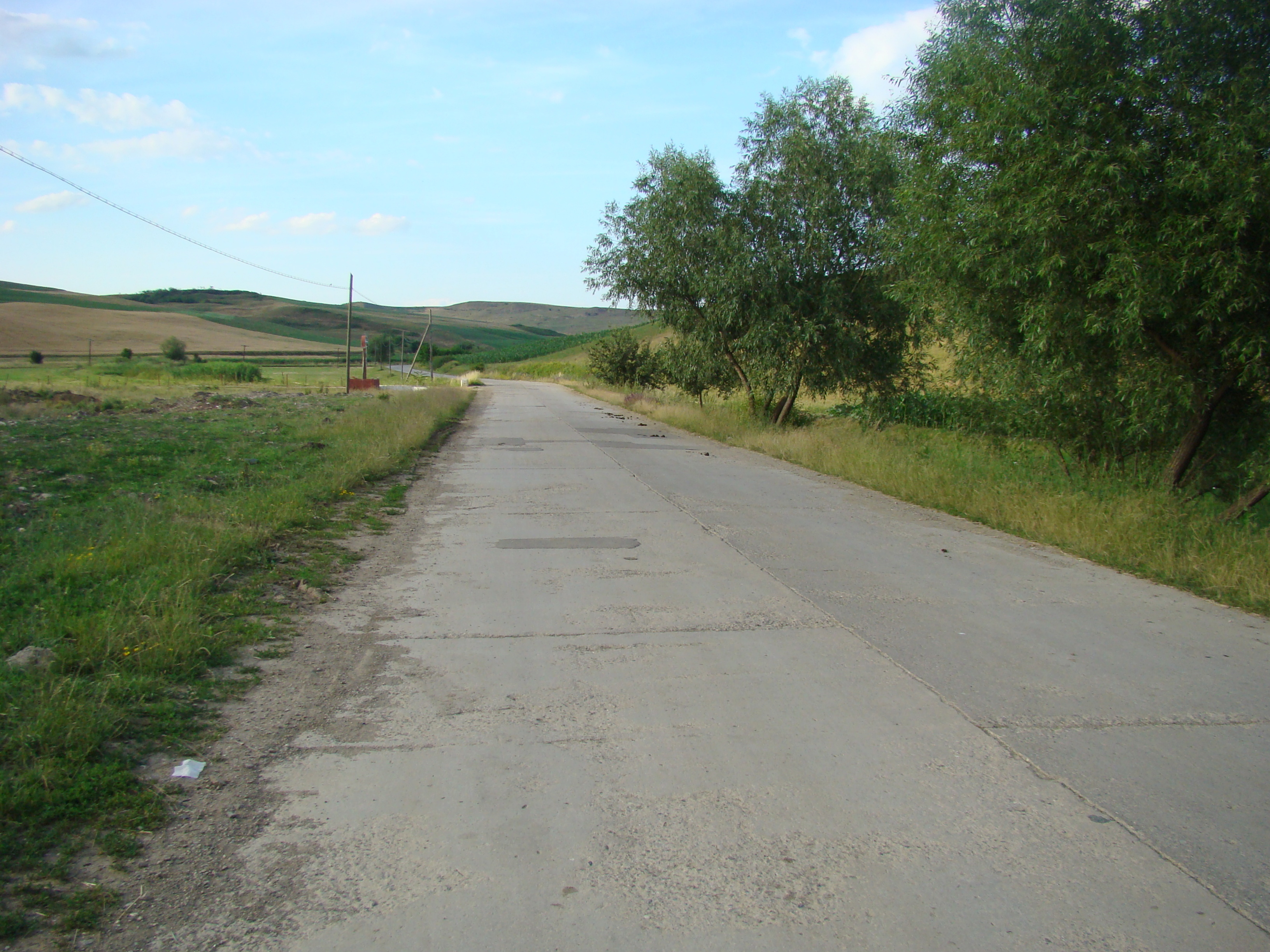
Drumul Miceștii de Câmpie-Sânmihaiu de Câmpie